# هدرا ۱۲۵۱
سیارک ۱۲۵۱ (به انگلیسی: 1251 Hedera، نامگذاری:1933BE) هزار و دویست و پنجاه و یکمین سیارک کشف شده‌است که در ۲۵ ژانویه ۱۹۳۳ و در هایدلبرگ کشف شد.
قدر مطلق سیارک برابر ۱۰٫۵۰ است.